# Rosularia radicosa
Espèce
Rosularia radicosa est une espèce de plante de la famille des Crassulaceae, originaire d'Asie (Afghanistan, Iran, Kirghizstan, Kazakhstan, Turkménistan).